# Riksridderskap
Riksridderskap. Riksriddare kallades i det gamla tysk-romerska riket adelsmän vilka var riksomedelbara utan att ha plats i riksdagen, men som sammanslutit sig till en självförvaltande korporation (ty. Reichsritterschaft). Denna hade 1577 uppstått genom förening av tre riddarförbund: det schwabiska, frankiska och rhenska, som på 1400-talet bildats av den lägre adeln i dess kamp mot furstarna och städerna, och med anledning härav var korporationen indelad i tre efter förbunden uppkallade kretsar. Dessa åter var indelade i kantoner. I spetsen för varje sådan stod en riddaröverste med biträdande råd; kretsarnas angelägenheter avgjordes på kretsförsamlingar och hela korporationens på sammanslutningar av dessa, så kallade "korrespondensdagar", över alla korporationens medlemmar fördes en matrikel, och till upptagande av nya medlemmar däri fordrades kretsförsamlingarnas samtycke. Medlemsantalet var mot slutet av rikets tillvaro över 1 500. Riksridderskapet åtnjöt forum privilegiatum i rikskammarrätten och religionsfrihet samt kunde inte åläggas skatt eller krigstjänst till riket utan eget samtycke. Dess privilegier bekräftades i kejsarnas valkapitulationer. Efter Rhenförbundets upprättande 1806 blev riksriddarna mediatiserade.